# 檜町公園事件
檜町公園事件（ひのきちょうこうえんじけん）は、1986年（昭和61年）4月29日に発生した、「昭和天皇御在位六十年奉祝」に反対する新左翼に対する右翼民族派による爆弾テロ未遂事件である。

## 事件の詳細
1986年4月29日未明、東京都港区赤坂檜町公園のトイレにて、時限爆弾が爆発。実行犯の中村忠志（当時25歳）が、両眼失明、両手の指数本断指の状態で発見され、東京警察病院に収容された。
翌4月30日、『内外タイムス』に、「昭和勤皇党」名により犯行声明が掲載された。同日午後に主犯の岡崎一郎（当時36歳）が警視庁に出頭。爆発物取締罰則違反の容疑で逮捕された。
同年10月、東京地裁で、主犯の岡崎に6年、実行犯の中村に3年の懲役刑が言い渡された。

### 事件に至るまで
1985年（昭和60年）秋ごろから、反天皇を叫ぶ革命的共産主義者同盟（革共同・中核派）、革命的労働者協会（社青同解放派、革労協・狭間派）、共産同・戦旗派（荒派）などの極左過激派集団は、翌年に予定されている「東京サミット」及び「昭和天皇御在位六十年奉祝」行事に対し、機関紙などで開催に反対を表明していた。また、中核派は、新たに開発したロケット弾を発射するなど、これまでの活動を飛躍させて、警察公安当局を刺激していた。
内閣総理大臣中曽根康弘、内閣官房長官後藤田正晴は、警備上の理由から、本来別々に開催するべき両行事を、翌年4月29日の「天皇誕生日」と5月のゴールデンウィーク中に開催すると発表した。極左過激派三派は、この行事を「爆砕」すると表明した。
1986年3月25日、共産同・戦旗（荒派）が、麹町方面から、皇居半蔵門及びアメリカ大使館に向けて火炎弾を発射。火炎弾は、半蔵門を越えて皇居内に落下炎上した。3月31日には迎賓館に向けて金属弾が発射された。この時、現場付近で革労協非公然活動家が検挙されている。
事件当日、「4.29天皇在位60年記念式典粉砕」等の集会やデモが強行され、警視庁公安部によって中核派11人が検挙されている。